# GEO600
GEO600 ist ein Gravitationswellendetektor auf Basis eines Michelson-Interferometers mit 600 Meter Schenkellänge in Ruthe bei Hannover. Das 2006 in Betrieb genommene GEO600 ist Teil der internationalen, aus fünf Instrumenten bestehenden Einrichtung LIGO.

## Geschichte
GEO600 wurde 1995 eingerichtet und wird vom Max-Planck-Institut für Gravitationsphysik (Albert-Einstein-Institut) in Potsdam und Hannover gemeinsam mit der Leibniz Universität Hannover, der University of Glasgow, der Cardiff University, der University of Birmingham und der Universität der Balearen auf Mallorca betrieben. Das Budget belief sich auf etwa 10 Millionen Euro (ein Zehntel vergleichbarer Projekte). Im Jahr 2000 war GEO600 ein regionales Projekt der Weltausstellung Expo 2000 in Hannover.
Nach Testläufen im Sommer 2002 und Ende 2003 wurde der reguläre Betrieb 2005/06 aufgenommen. Als weltweit erster Detektor setzt GEO600 seit 2010 gequetschtes Licht ein.
An GEO600 wurden wesentliche Teile der Instrumente und Techniken entwickelt und getestet, mit denen an den beiden großen LIGO-Detektoren in den USA die Entdeckung von Gravitationswellen gelang, welche am 11. Februar 2016 bekanntgegeben wurde. GEO600 selbst ist im LIGO-Verbund vorwiegend für Design und Entwicklung vorgesehen und daher für die Art der Signale nicht ausgelegt, die am 14. September 2015 entdeckt wurden. Dementsprechend wurde dort auch kein Signal gemessen.
Neben der Grundlagenforschung dient die Anlage auch als Rückfallebene  im LIGO-System. Leiter des Projekts sind Karsten Danzmann, James Hough und Bernard Schutz (letzterer für die Theorie).

## Aufbau und Funktionsweise

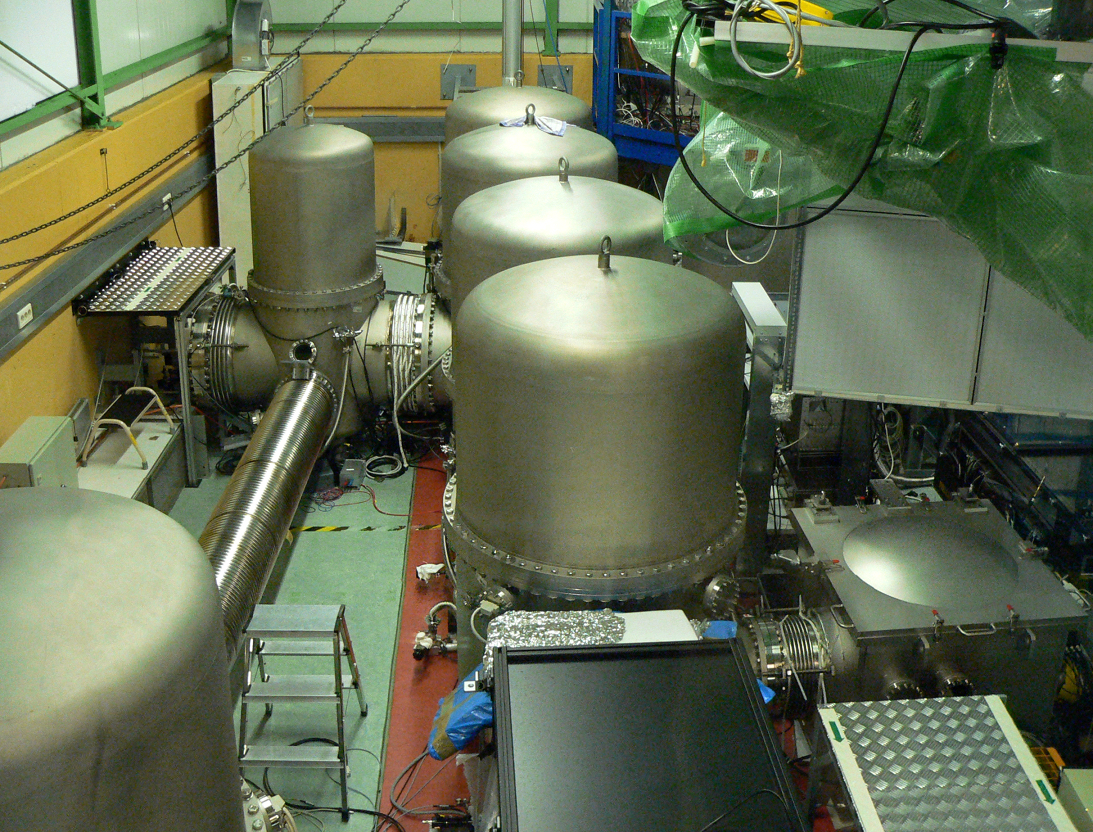
Blick in das Zentralgebäude mit mehreren Vakuumtanks, einer Messeinrichtung (niedriger Behälter mit leichter Wölbung unten rechts) und einem Teilstück des Vakuumrohrs (links)

GEO600 besteht aus neun Containergebäuden, von deren Zentralbau zwei jeweils 600 Meter lange, im Winkel von 93 Grad zueinander angeordnete, mit Wellblech abgedeckte Gräben ausgehen.
Ein Laser mit hochmoderner Lasertechnik schickt einen etwa drei Watt starken Lichtstrahl über einen Strahlteiler durch Röhren, in denen mittels Turbomolekularpumpen Ultrahochvakuum erzeugt und aufrechterhalten wird. Am Ende der Röhren werden die Strahlen durch spezielle Spiegel reflektiert, treffen am Strahlteiler wieder zusammen und werden dann auf der Fotodiode des Interferometers detektiert. Die Lichtleistung am Strahlteiler beträgt etwa 3 kW.
Bei derartigen Detektoren geben die Laufzeitunterschiede des Lichts aus den beiden Röhren über die Stauchungen der Raumzeit Auskunft. Die Messungen müssen sehr genau sein, um die winzigen Schwankungen in der Raumzeit feststellen zu können. Trifft eine Gravitationswelle die Erde, verformt diese sich. Mit ihr verändert sich die Wegstrecke der beiden Laserstrahlen. Normalerweise brauchen die Lichtstrahlen genau gleich lang für ihre Wegstrecke, verändern sich die Röhrenlängen, misst die Anlage die Unterschiede in der Laufzeit der Signale. Wenn aus dem Universum ein solches Signal auf der Erde eintrifft, müssten die Instrumente Längenunterschiede vom Durchmesser eines Atoms registrieren.
Die großen Herausforderungen bestehen darin, die vielen Störquellen, die ein Signal verdecken würden, auszuschalten. Dazu gehören zum Beispiel Luftdruck- und Temperaturschwankungen sowie Bodenerschütterungen aller Art. Das gesamte System ist daher in Vakuum verbaut. Zudem wurden bestehende Technologien wie Laserstabilisierung, absorptionsarme Optiken, Regelungstechnik, Schwingungsdämpfung und Datenverarbeitung (pro Tag etwa 80 GB) weiterentwickelt. Durch zusätzliche Spiegel von hoher Reflektivität werden sowohl Laserlicht als auch Signale jeweils mehrfach konstruktiv mit sich selbst überlagert und so verstärkt (Duales Recycling). Weiterhin werden die Endspiegel durch aktive Schwingungsdämpfer und durch eine dreistufige Pendelaufhängung von seismischen Störungen isoliert.
Eines der Containergebäude beherbergt den Kontrollraum, in dem die Messdaten zahlreicher Sensoren einlaufen. Die Verarbeitung der so ermittelten Daten geschieht unter Beteiligung von Einstein@home.

## Technische Daten

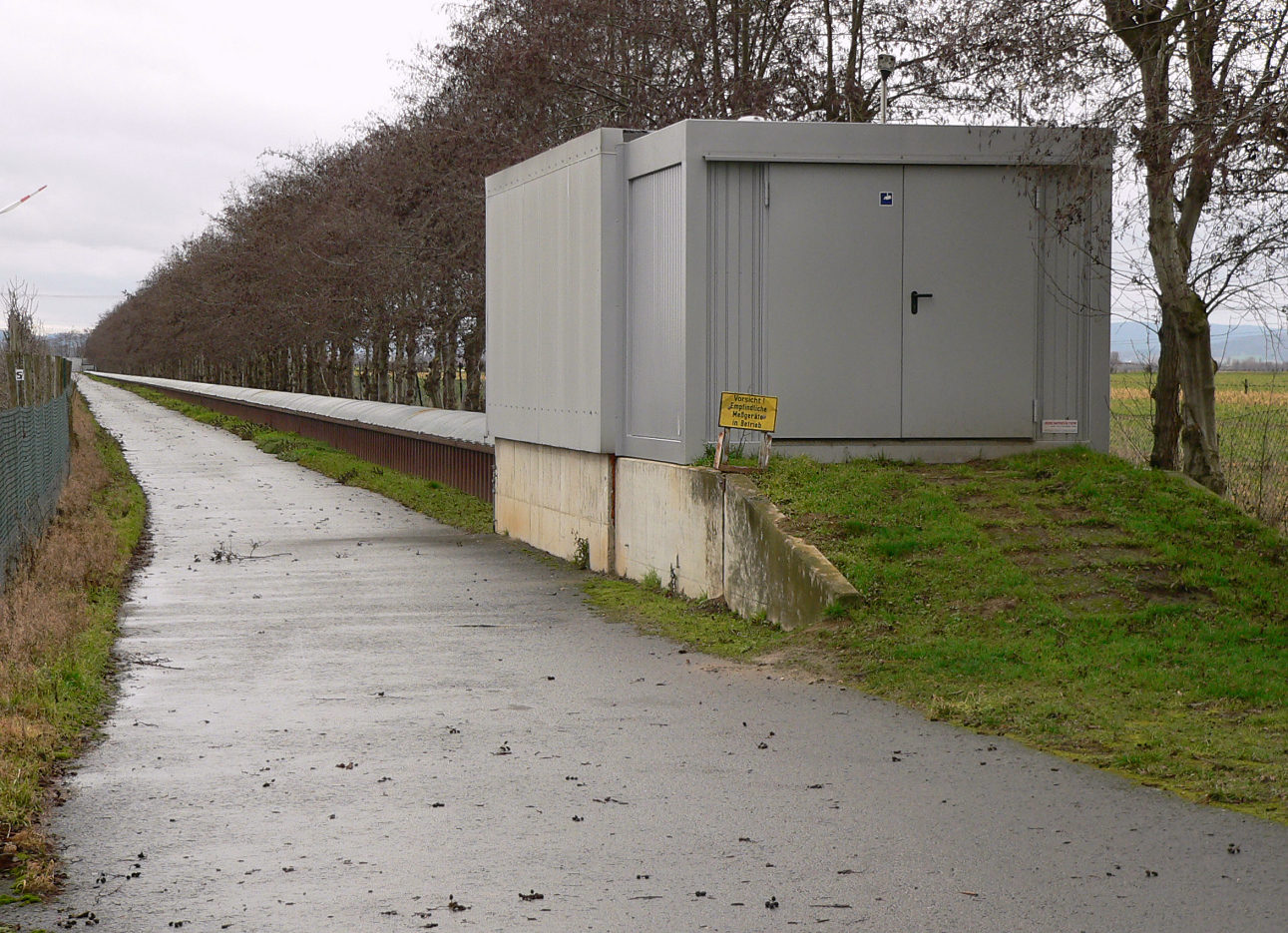
Das Endgebäude mit dem östlichen Arm, der zur Strahlumleitung u. a. einen Spiegel enthält

- Vakuum: Druck ~ 10−8 mbar, angelegt in Wellrohr aus Edelstahl mit 2 × 600 m Länge, 60 cm Durchmesser, 0,8 mm Dicke
- Laser: diodengepumpter Nd:YAG-Laser bei 1064 nm
- Laserleistung: 10 W Ausgangsleistung (Einmodenbetrieb)
- Leistungsverstärkung: bis zu 10 kW
- Signalverstärkung: bis zu 100fach
- Optik: Spiegel aus Quarzglas mit 25 cm Durchmesser
- Frequenzbereich: 50 Hz bis 2 kHz, Bandbreite 60 Hz bis 1 kHz
- Relative Empfindlichkeit: 10−21 für pulsförmige Signale